# FC Toruń

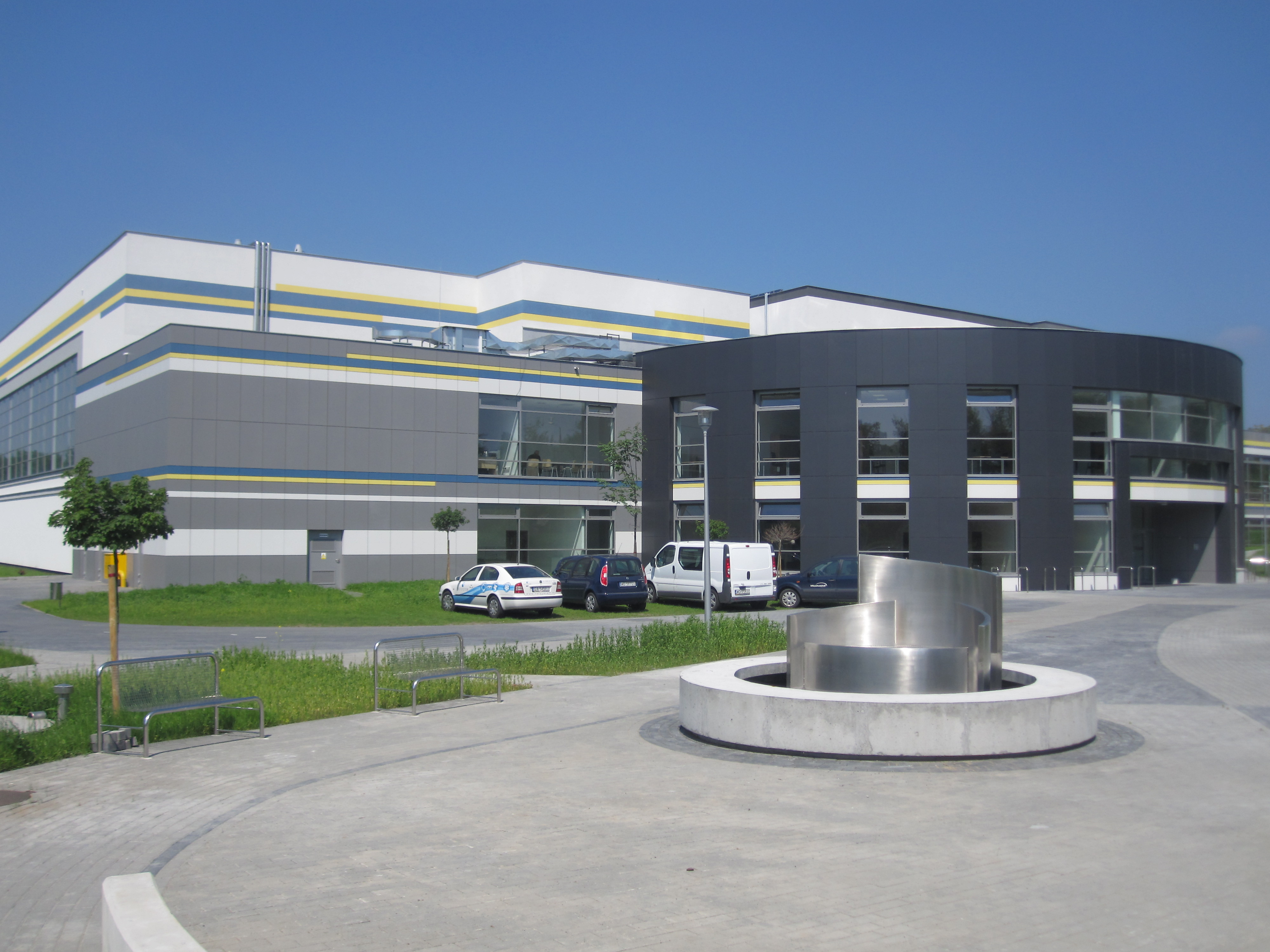
Uniwersyteckie Centrum Sportowe UMK

Football Club Toruń – klub futsalowy z siedzibą w Toruniu występujący w Futsal Ekstraklasie. Wicemistrz Polski w sezonie 2018/2019. Został powołany w 2013 roku, po wycofaniu z rozgrywek ekstraklasy drużyny Marwit Toruń. W sezonie 2014/2015 wygrał I Ligę, tracąc zaledwie 5 punktów i wywalczył awans do najwyższej klasy rozgrywkowej. Brązowy medalista Mistrzostw Polski w sezonie 2016/2017 i 2017/2018. Od 2019 roku zespół występuje w rozgrywkach piłki plażowej, gdzie w sezonie 2020 zadebiutuje w Ekstraklasie piłki plażowej.

## KS Marwit
Początkiem Klubu Sportowego Marwit Toruń, był zespół zgłoszony w 2001 roku do amatorskiej Toruńskiej Ligi Szóstek Piłkarskich. W jej ramach sześcioosobowe zespoły latem rozgrywają spotkania na otwartym boisku, natomiast zimą na hali. Dzięki wsparciu przedsiębiorstwa spożywczego Marwit drużyna przyjęła taką samą nazwę. Marwit występował w miejskich rozgrywkach halowych oraz na boisku ze zmiennym szczęściem (3. miejsca w obu kategoriach w 2004 roku). W 2005 roku zespół Marchewek po raz pierwszy przystąpił do zawodów piłki plażowej (otwarte mistrzostwa Łodzi). W sezonie halowym 2005/2006 zajął drugie miejsce w TLSP.
W 2005 roku postanowiono przekształcić drużynę Marwitu w klub sportowy. W maju 2006 roku zarejestrowano w Krajowym Rejestrze Sądowym stowarzyszenie Klub Sportowy Marwit Zławieś Wielka (od siedziby przedsiębiorstwa Marwit). W październiku 2006 roku Pomarańczowi przystąpili do rozgrywek ogólnopolskich na szczeblu III ligi (grupy wielkopolskiej). Tam zajęli drugie miejsce i awansowali do drugiej ligi. Równolegle zespół występował w TLSP oraz zawodach piłki plażowej – dzięki zajęciu w 2007 roku drugiego miejsca w eliminacjach do Mistrzostw Polski w Beach Soccerze, awansował do turnieju głównego. Podczas finałów w Niechorzu i Pogorzelicy drużyna Marwitu nie miała jednak szczęścia i odpadła w pierwszej fazie turnieju.
W sezonie 2007/2008 Marwit zajął 8. miejsce w II lidze, natomiast rok później zakończył zmagania na miejscu pierwszym, w całym sezonie doznając jedynie dwóch porażek. Dzięki temu awansował bezpośrednio do ekstraklasy. W tym samym czasie Marchewkowi dotarli też do ćwierćfinału pucharu Polski.
Pierwsza przygoda z ekstraklasą nie była dla toruńskiego (od tego sezonu jako KS Marwit Toruń) zespołu udana. W ciągu całego sezonu uzbierał jedynie 16 punktów i spadł z najwyższej klasy rozgrywkowej już w rok po awansie. Jednak po kolejnych dwunastu miesiącach drużyna Pomarańczowych ponownie mogła cieszyć się z awansu do ekstraklasy. W kolejnym sezonie udało się obronić miejsce w najwyższej klasie rozgrywkowej po tym, jak zespół z Torunia zajął w sezonie 2011/12 miejsce piąte. Rok później Marwitowi udało się obronić piąte miejsce w ekstraklasie.

## FC Toruń
Po sezonie 2012/2013 sponsor tytularny klubu – przedsiębiorstwo Marwit wycofało się ze sponsorowania klubu. W wyniku wiążących się z tym problemów finansowych KS Marwit wycofał się z rozgrywek ekstraklasy, zmienił nazwę na Football Club Toruń i rozpoczął grę w I lidze. W sezonie 2014/2015 drużyna po zajęciu pierwszego miejsca w grupie północnej awansowała do ekstraklasy. W debiutanckim sezonie w Futsal Ekstraklasie podopieczni Klaudiusza Hirscha zajęli 5 pozycję, wyrównując tym samym wyniki Marwitu z poprzednich lat, natomiast Marcin Mikołajewicz z 26 trafieniami na koncie został sklasyfikowany na drugiej pozycji w rankingu najlepszych strzelców ekstraklasy ustępując jedynie Ołeksandrowi Bondarze grającemu w Red Devils Chojnice.
Sezon 2016/2017 był wyjątkowy dla klubu, pomimo nie najlepszego początku (po 5 kolejkach znajdowali się z dorobkiem 3 punktów na 11 lokacie w tabeli), torunianom udało się zdobyć brązowy medal Mistrzostw Polski. Jest to pierwszy medal w historii klubu oraz pierwszy medal w futsalu zdobyty przez klub z Torunia. Po tym sezonie z FC rozstał się również trener Klaudiusz Hirsch, który nie zdecydował się na przedłużenie wygasającego z końcem czerwca kontraktu.
9 czerwca na zwołanej konferencji prasowej, klub przedstawił nowego szkoleniowca. Hirscha na stanowisku trenera zastąpił 34-letni Łukasz Żebrowski, dotychczasowy szkoleniowiec Pogoni 04 Szczecin. Żebrowski do klubu ściągnął etatowego reprezentanta Polski, Tomasza Kriezela, który z miejsca stał się ważnym ogniwem toruńskiego zespołu. W sezonie 2017/2018, torunianie poprawili wynik z zeszłego roku jakim była obrona brązowego medalu, a ponadto Marcin Mikołajewicz został po raz drugi z rzędu najlepszym strzelcem ligi z dorobkiem 34 bramek.
W sezonie 2018/2019, toruńscy futsaliści zdobyli tytuł Wicemistrza Polski, zapewniając sobie drugie miejsce i srebrne medale na dwie kolejki przed końcem sezonu.
W sezonie 2021/2022 do klubu dołączyli Kolumbijczycy, Daniel Gallego Garcia oraz Jefferson Moreno Ortiz, byli to pierwsi zawodnicy z tego kraju występujący w polskiej ekstraklasie. Rozgrywki, torunianie zakończyli na 6. miejscu z dorobkiem 51 punktów. Po tym sezonie karierę zawodniczą postanowił zakończyć Marcin Mikołajewicz, który podjął się roli szkoleniowca w I-ligowym KS Futsal Świecie.
Po sezonie 2022/2023, w którym Pomarańczowo-Czarni awansowali do fazy play-off, gdzie w I rundzie ulegli bielskiemu Rekordowi i finalnie zajęli 8. miejsce, w klubie doszło niemal do rewolucji. Po sześciu latach w roli szkoleniowca, klub postanowił opuścić Łukasz Żebrowski. Ponad to, z klubem rozstali się Daniel Gallego Garcia oraz Jefferson Moreno Ortiz oraz Marcin Mrówczyński, Maksymilian Lewandowski, Jakub Wiśniewski oraz Mateusz Iwański. Nowym szkoleniowcem drużyny z Torunia, został 39-letni Ukrainiec, Dmytro Kameko.

## Beach soccer
Od 2019 roku zespół przystępuje w rozgrywkach ligowych oraz pucharowych. Dodatkowo zespół jest współorganizatorem Toruńskiej Ligi Beach Soccera. W debiutanckim sezonie, zespół prowadzony przez Marcina Mikołajewicza zajął w I lidze drugie miejsce, zapewniając sobie awans do ekstraklasy.

### Udział w rozgrywkach
| Sezon | Rozgrywki ligowe | Rozgrywki ligowe | Rozgrywki ligowe | Puchar Polski |
| Sezon | Liga             | Liga             | Miejsce          | Puchar Polski |
| ----- | ---------------- | ---------------- | ---------------- | ------------- |
| 2019  | II               | I liga           | 2/9              | 13. miejsce   |

## Aktualny skład
| Nr               | Kraj      | Imię i nazwisko      |
| Bramkarze        | Bramkarze | Bramkarze            |
| ---------------- | --------- | -------------------- |
| 1                | Polska    | Mateusz Iwański      |
| 3                | Słowacja  | Kevin Kollár         |
| 31               | Polska    | Kamil Naparło        |
| Zawodnicy z pola |           |                      |
| 4                | Polska    | Michał Wojciechowski |
| 7                | Polska    | Krystian Kraśniewski |
| 9                | Ukraina   | Dmytro Fedyk         |
| 11               | Polska    | Kacper Zboralski     |
| 12               | Kostaryka | Pablo Rodriguez      |
| 13               | Polska    | Mateusz Waszak       |
| 19               | Polska    | Jakub Sławkowski     |
| 21               | Polska    | Patryk Szczepaniak   |
| 27               | Polska    | Kacper Machałowski   |
| 28               | Polska    | Remigiusz Spychalski |
| 77               | Polska    | Mateusz Duszyński    |
| 79               | Ukraina   | Davyd Pytel          |
| 97               | Kostaryka | Gilberth Vindas      |

## Trenerzy
| Lata      | Imię i nazwisko   | Uwagi          |
| --------- | ----------------- | -------------- |
| 2013      | Mariusz Łangowski |                |
| 2013–2014 | Mykoła Morozow    | Grający trener |
| 2014–2017 | Klaudiusz Hirsch  |                |
| 2017-2023 | Łukasz Żebrowski  |                |
| od 2023   | Dmytro Kameko     |                |